# 선급금
선급금(先給金)은 재화나 서비스에 대한 대가를 미리 지급한 금액을 말한다. 발생주의 회계에서는 선급 비용(先給費用)이라고 한다. 흔히 선수금(先授金)이라는 용어와 혼용하기도 하는데, 선수금은 선급금뿐만 아니라 보증금 등을 포함하는 경우가 있으므로 엄밀한 의미에서는 같은 용어는 아니다. 공사도급계약에 있어서 수수되는 선급금은 수급인으로 하여금 공사를 원활하게 진행할 수 있도록 하기 위하여 도급인이 수급인에게 미리 지급하는 공사대금의 일부로서 구체적인 기성고와 관련하여 지급하는 것이 아니라 전체 공사와 관련하여 지급하는 것이지만 선급 공사대금의 성질을 갖는다는 점에 비추어 선급금을 지급한 후 도급계약이 해제 또는 해지되거나 선급금 지급조건을 위반하는 등의 사유로 수급인이 도중에 선급금을 반환하여야 할 사유가 발생하였다면, 특별한 사정이 없는 한 별도의 상계의 의사표시 없이도 그 때까지의 기성고에 해당하는 공사대금 중 미지급액은 당연히 선급금으로 충당되고 도급인은 나머지 공사대금이 있는 경우 그 금액에 한하여 지급할 의무를 부담하게 된다.
수급사업자에게 제조등의 위탁을 한 원사업자가 발주자로부터 선급금을 받은 때에는 수급사업자가 제조·수리·시공 또는 용역수행에 착수할 수 있도록 그가 받은 선급금의 내용과 비율에 따라 선급금을 지급받은 날(제조등의 위탁을 하기 전에 선급금을 받은 경우에는 제조등의 위탁을 한 날)로부터 15일이내에 선급금을 수급사업자에게 지급하여야 한다.— 하도급법 6조 1항

## 같이 보기
- 선급비용